# SP-340
A SP-340 é uma rodovia radial do estado de São Paulo, administrada pela concessionária Renovias.

## Denominações
Recebe as seguintes denominações em seu trajeto:
- Nome:		Adhemar Pereira de Barros, Governador Doutor		De – até:	 SP-65 (Campinas) – Mogi Guaçu
- Nome:		Mario Beni, Deputado		De – até:	 Mogi Guaçu – Aguaí
- Nome:		Boanerges Nogueira de Lima, Professor		De – até:	 Aguaí – Casa Branca
- Nome:		José André de Lima, Prefeito		De – até:	 Casa Branca – Mococa – Divisa Minas Gerais

## Descrição
Principais pontos de passagem: SP 065 - Campinas - Moji-Guaçu - Casa Branca - Mococa - Divisa MG

### Trechos
Rodovia Governador Doutor Adhemar Pereira de Barros
Também conhecida como Rodovia Campinas-Mogi Mirim, inicia-se em Campinas, cruza com Rodovia Dom Pedro I, passa por Jaguariúna, Holambra, Santo Antônio de Posse, Mogi Mirim e vai até Mogi Guaçu.
A partir daí, a rodovia bifurca em SP-340 e SP-342 e continua sob esse nome no trajeto da SP-342. É uma das principais ligações da Região de Campinas e da Região Metropolitana de São Paulo ao Sul de Minas. Seu nome é homenagem ao Governador Adhemar Pereira de Barros.

## Características

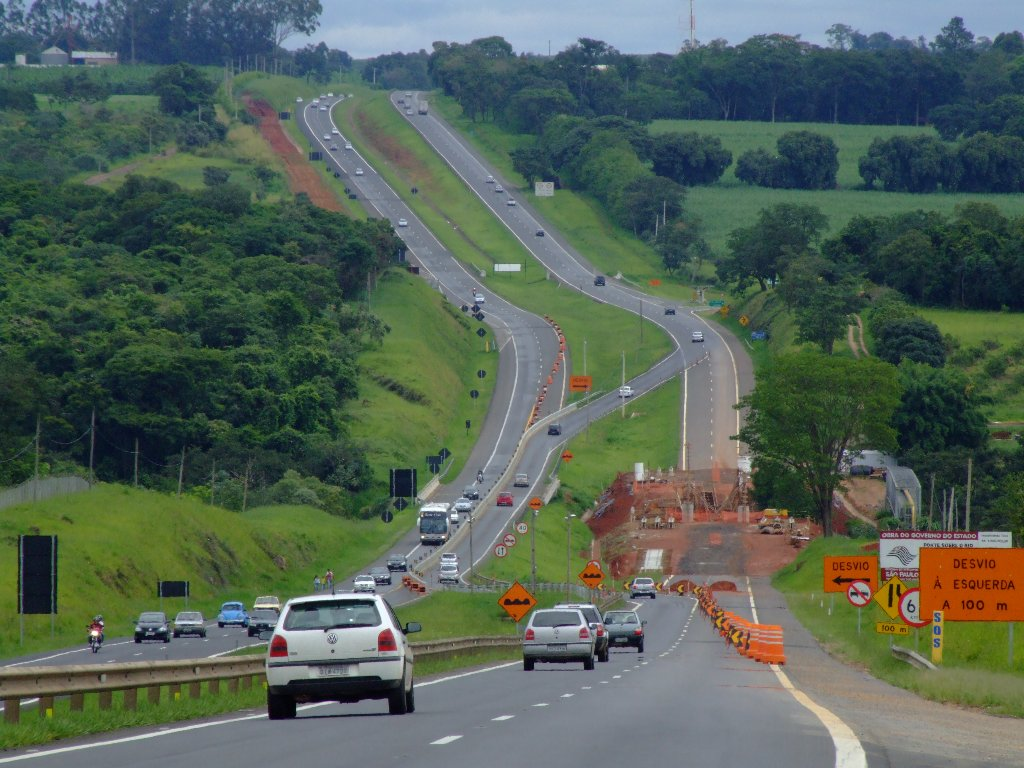
Trecho da SP-340 em Jaguariúna.

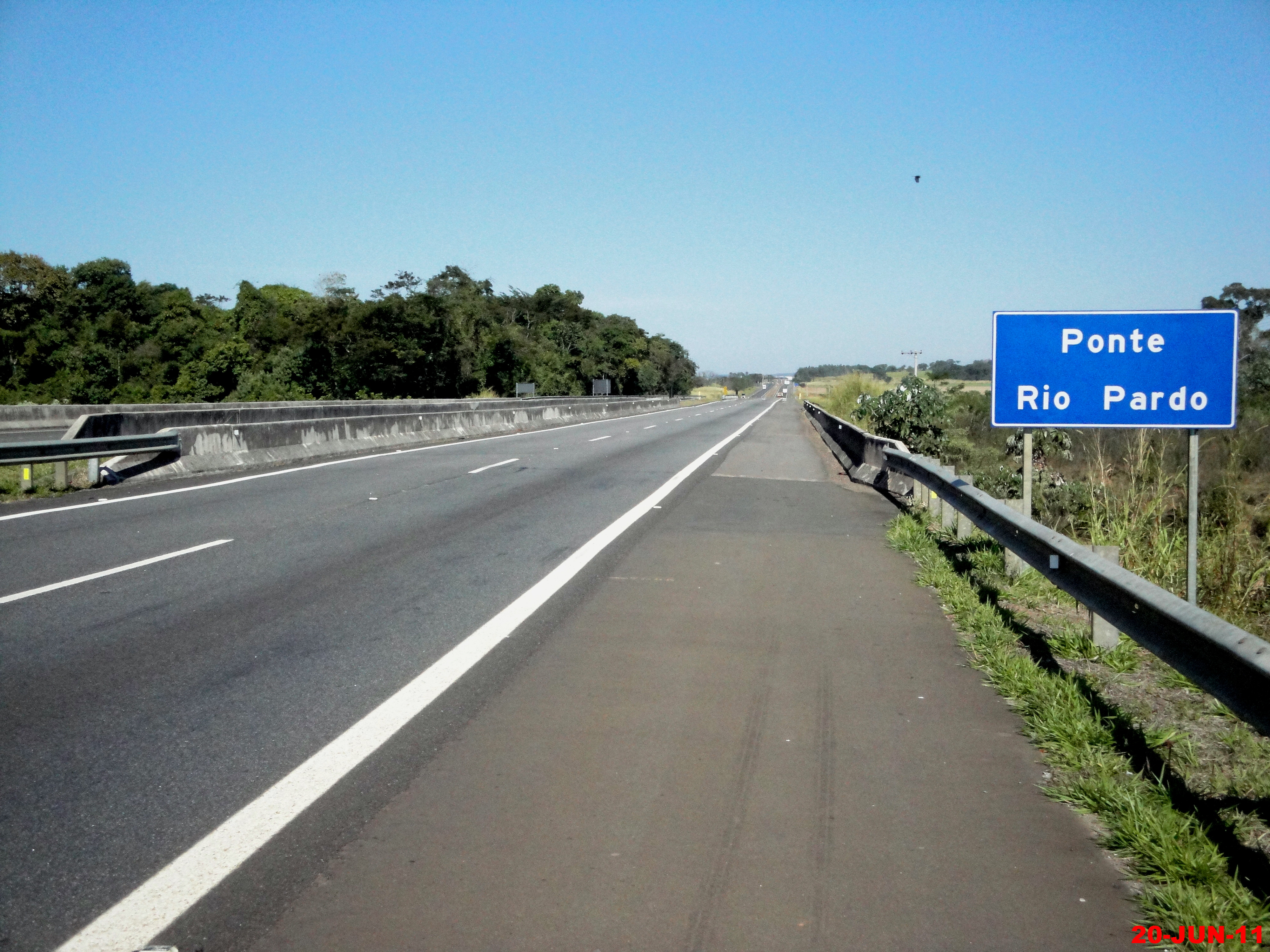
Trecho da SP-340 entre Mococa e Casa Branca.

### Extensão
- Km Inicial: 114,100
- Km Final: 281,770

### Localidades atendidas
- Campinas
- Jaguariúna
- Holambra
- Santo Antônio de Posse
- Mogi Mirim
- Mogi Guaçu
- Martinho Prado Júnior
- Estiva Gerbi
- Aguaí
- Venda Branca
- Lagoa Branca
- Casa Branca
- Mococa

### Concessionárias
É administrada e mantida pela Renovias, sendo uma rodovia que possui pedágios.